# John Peters
John A. Peters, meglio noto come Jack Peters (Boston, 10 febbraio 1951), è uno scacchista statunitense, Maestro Internazionale.
Vinse il campionato del New England nel 1971, 1974 e 1975, e il campionato del Massachusetts nel 1974 e 1975 (alla pari con John Curdo). Quattro volte vincitore dell'American Open di Orange in California (1977, 1982, 1984 e 1988). 
Nel 1978 è stato presidente della PCA (Professional Chess Association), fondata da Garry Kasparov. 
A luglio 2008, il suo rating FIDE è di 2408 punti Elo. 
Attualmente risiede a Los Angeles, dove è un insegnante alla University of Southern California. Peters cura inoltre gli articoli scacchistici del Los Angeles Times. 